# 圣翁德拉
圣翁德拉（法語：Saint-Ondras）是法国伊泽尔省的一个市镇，位于该省中北部略偏西，属于拉图尔迪潘区。该市镇总面积8.15平方公里，2009年时的人口为589人。

## 人口
圣翁德拉人口变化图示